# Замок Певенси
Замок Певенси (англ. Pevensey Castle) — средневековый замок и бывший римский форт на Саксонском берегу в деревне Певенси, графство Восточный Суссекс, Англия. Памятник архитектуры на попечении комиссии «Английское наследие», открыт для посетителей.

## История
Форт, известный как Андерит (лат. Anderitum) был построен римлянами приблизительно в 290 году и служил базой для флота Classis Anderidaensis. Причины его строительства неясны; долгое время считалось, что он был частью римской оборонительной системы для защиты британского и галльского побережья от саксонских пиратов, но позже было высказано предположение, что Андерит и другие береговые форты на Саксонском берегу были построены узурпатором в крайне неудачной попытке помешать Риму восстановить контроль над Британией.

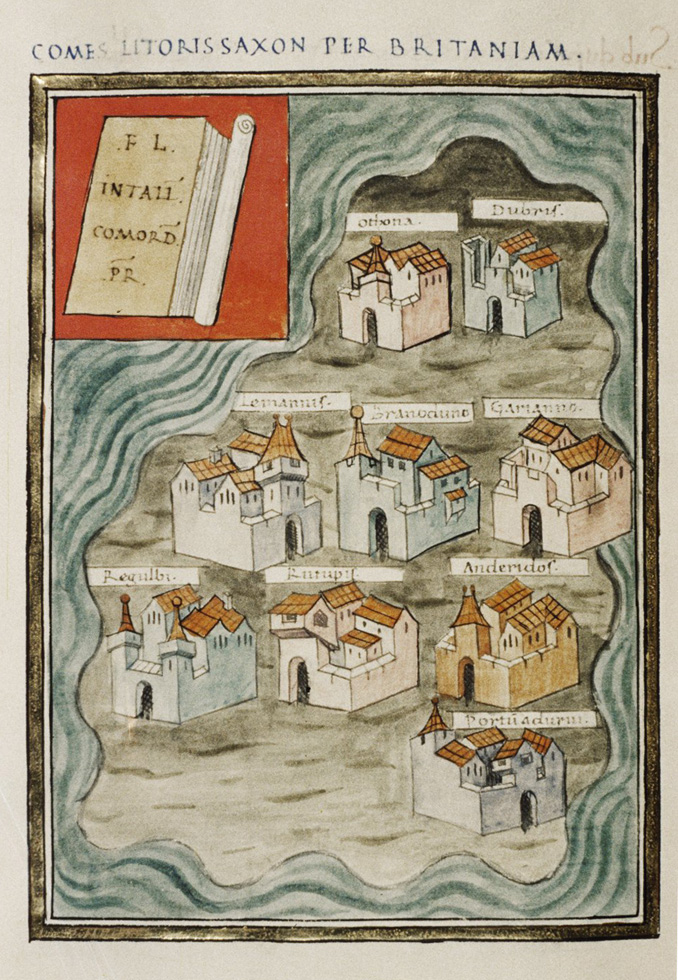
Девять римских фортов на Саксонском берегу в «Notitia Dignitatum». Замок Певенси или Anderitum — третий в третьем ряду. Бодлианская библиотека, Оксфорд.

После того, как римляне покинули Британию, Андерит был заброшен. В 1066 году его заняли норманны, сделав замок своим ключевым стратегическим оплотом. Возведённые ими каменный донжон и укрепления внутри римских стен выдержали несколько осад. Замок удавалось взять измором, но любые попытки его штурмовать проваливались. Так или иначе он использовался вплоть до XVI века, за исключением возможного перерыва в начале XIII века, когда был разрушен во время Первой баронской войны. К концу XVI века замок был снова заброшен и лежал в руинах пока не был приобретён государством в 1925 году.
Замок Певенси использовался во время Второй мировой войны между 1940 и 1945 годами; в нём стояли добровольческие гарнизоны, британская и канадская армии и военно-воздушный корпус США. В римские и средневековые стены были встроены пулеметные посты, чтобы контролировать равнину вокруг Певенси и противостоять угрозе немецкого вторжения. Посты не демонтировали после войны, и сегодня их всё ещё можно увидеть. Певенси — один из многих нормандских замков, построенных на юге Англии.